# Stanisław Jakutis
Stanisław Jakutis (ur. 16 kwietnia 1931 w Wilnie, zm. 23 września 1988 w Wilnie) – dziennikarz, zastępca redaktora naczelnego „Czerwonego Sztandaru” w latach 1969-1984, od 1984 do 1988 roku redaktor naczelny tej gazety.

## Życiorys
Pochodził z Wilna. W 1955 roku ukończył Instytut Finansów w Moskwie i w roku 1956 rozpoczął pracę w redakcji dziennika "Czerwony Sztandar". Zajmował się też tłumaczeniem, głównie radzieckiej literatury propagandowej na potrzeby polskiej redakcji litewskiego wydawnictwa "Mintis". W 1980 roku ukończył Wyższą Szkołę Partyjną w Moskwie, co umożliwiło mu w 1984 roku objęcie stanowiska redaktora naczelnego "Czerwonego Sztandaru", który w tamtym czasie był organem Komitetu Centralnego Komunistycznej Partii Litwy (KC KPL).
Miał znaczący wkład na funkcjonowanie środowiska literackiego wśród Polaków mieszkających na Litwie po II wojnie światowej. Po zamarciu w 1967 roku działalności kółka literackiego przy redakcji „Czerwonego Sztandaru” powołano w to miejsce, w kwietniu 1968 roku Klub Interesujących Spotkań (KIS), którego liderami byli, lekarz Medard Czobot i właśnie Stanisław Jakutis. Klub podzielono na trzy sekcje: literacko-dziennikarską, krajoznawczo-etnograficzną i sekcję fotoamatorów i filmowców. Dzięki temu klubowi młodzi adepci poezji na Wileńszczyźnie mieli między innymi możliwość spotkań z polskim pisarzami, którzy w tamtych czasach odwiedzali Litwę. Wśród nich byli między innymi Julian Przyboś, Ernest Bryll, Hanna Ożogowska czy Jan Dobraczyński. Dzięki pozycji Jakutisa jako redaktora naczelnego organu KC KPL, mogło dojść do publikacji w 1985 roku pierwszej książki zawierającej utwory napisane przez Polaków mieszkających w ZSRR i tam wydanych w języku polskim. Był to tomik poezji "Sponad Wilii cichych fal". Wcześniej wydawano na Litwie książki w języku polskim, jednak były to tylko tłumaczenia, głównie literatury propagandowej i ateistycznej, oraz podręczniki dla szkół z polskim językiem wykładowym. Ta publikacja dała początek nowemu pisarstwu polskiemu na Litwie.
Był autorem napisu na nowym nagrobku Jerzego Ordy, na cmentarzu Rossa w Wilnie, jaki przygotował od strony plastycznej Wojciech Piotrowicz.

## Publikacje
- Sponad Wilii cichych fal. Wybór wierszy poetów polskich należących do kółka literackiego przy redakcji dziennika „Czerwony Sztandar”, opracowali Stanisław Jakutis i Jadwiga Kudirko, Kaunas 1985